# Ninurta-Kudurri-Ušur I.
Ninurta-Kudurri-Ušur I. (akkadsky: „Ninurto, ochraňuj nejstaršího syna“ nebo „Ninurto, ochraňuj hranici“) byl druhý babylonský král z dynastie Bazi, který vládl mezi roky 987–984 př. n .l. Byl to bratr předchozího krále E-Ulmaš-Šakin-Šumiho.
V podstatě jedinou informací o jeho vládě je záznam ze soudu, zachovaný na hraničním kameni kudurru. Podle údajů uvedených v záznamu je jisté, že Ninurta-Kudurri-Ušur vládl ve městech Isin a Kar-Marduk. Záznam je datován k měsíci Simanu druhého roku jeho panování a Ninurta-Kudurri-Ušur I. je zde titulován jednoduše jako Lugal.

Jeho jméno nesou také bronzové nálezy z Lorestánu. Na dvou hrotech šípů jsou nápisy „náležící Ninurta-Kudurri-Ušurovi, králi světa“ a na nádobce je uvedeno totéž, pouze s titulem lugal. Není však jasné, zda se jedná a prvního či druhého nositele tohoto jména.

Podle posledních výzkumů byl Ninurta-Kudurri-Ušur I. patrně bratr jak předchozího krále E-Ulmaš-Šakin-Šumiho, tak svého následníka Širikti-Šukamuny.